# 伽利玛出版社

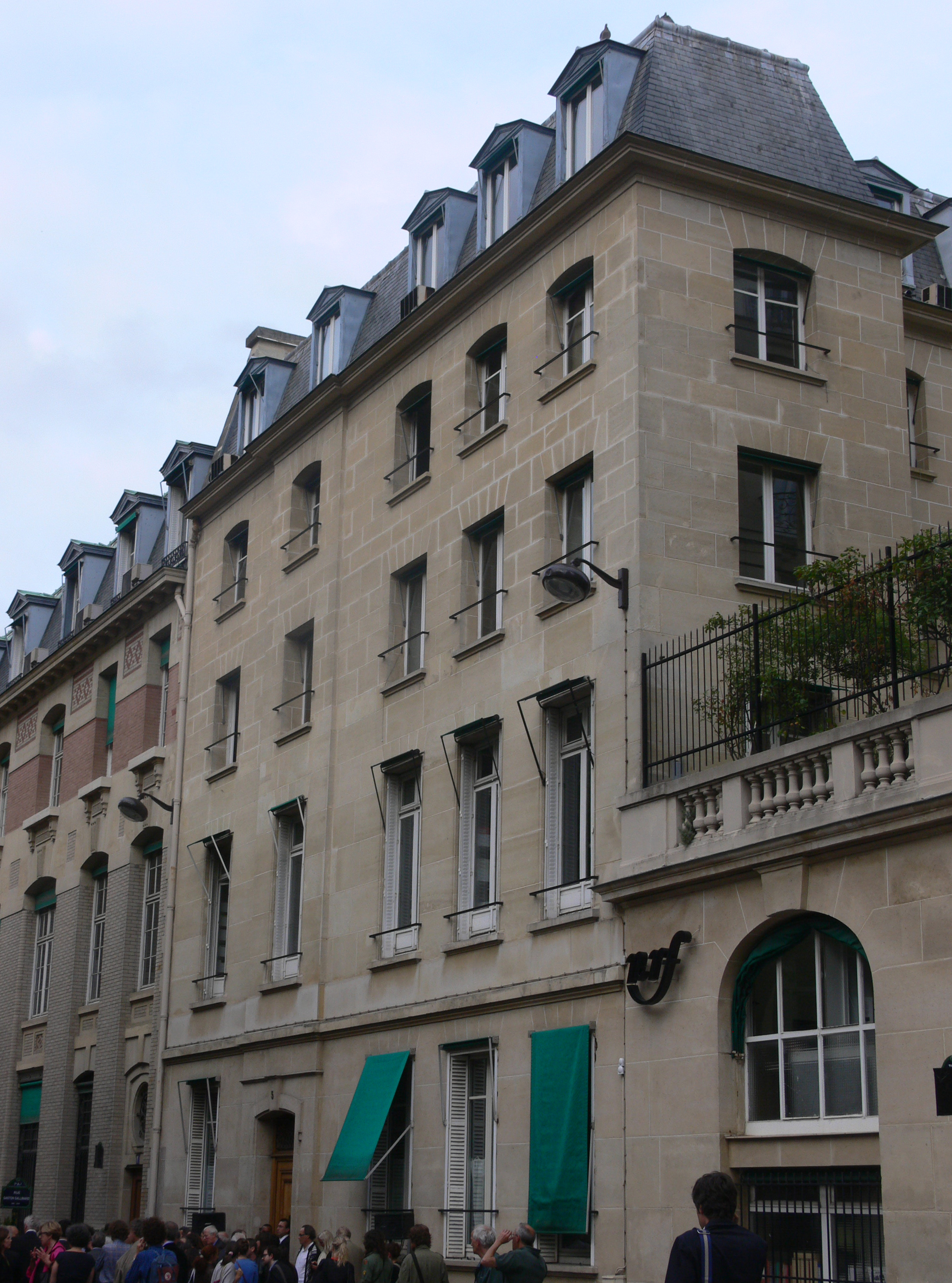
加利瑪出版社總部建築外觀

伽利玛出版社（Éditions Gallimard）是一间法国出版社，由加斯东·伽利玛于1911年在巴黎创立。它最早的名字是新法语杂志出版社，新法语杂志的徽记至今仍可以在许多伽利玛出版社的出版物上看到。伽利玛出版社的出版物以文学作品为主。

## 历史
伽利玛出版社的源头是新法语杂志，由安德烈·紀德主导。加斯东·伽利玛起初只是作为执行者加入，但凭借其热情、敏锐和对出版业的学习，后来成为出版社的真正执掌者，紀德则退居幕后。

## 出版的著名文庫
- 白色文庫（英语：Collection Blanche）：1911年開始刊行，收錄法語文學作品，之所以命名為「白色文庫」是因為每本書的封面都是乳白色。
- 七星文庫（英语：Bibliothèque de la Pléiade）：1931年開始刊行，是加利瑪出版社最知名的文庫集，主要收錄經典法文作家的作品，也偶爾涉及非法文作家的著作，如莎士比亞和珍·奧斯汀。
- 加利瑪發現文庫（[1]）：1986年開始刊行的百科全書式文庫集，小開本口袋書（英语：Pocket edition），以豐富多彩的插圖著稱。[2]此套文庫的部份書目曾由時報文化發行過正體中文版本，中譯名《發現之旅》，共81冊，歷時11年編輯而成。[3]不過法文原版已刊行超過700冊。

## 参見
- 安德烈·紀德